# Siculobata malabarica
Siculobata malabarica är en kvalsterart som beskrevs av K. Ramani och Haq 1998. Siculobata malabarica ingår i släktet Siculobata och familjen Hemileiidae. Inga underarter finns listade i Catalogue of Life.